# Мистецькі грані
«Мистецькі грані» — всеукраїнський журнал з питань  мистецтва. Номери видання створюються у віртуальній  редакції, яка не має жодного штатного журналіста. Номери формують викладачі, філологи,  науковці, студенти, старшокласники та дописувачі різних  професій. Журнал містить велику кількість  рубрик, починаючи від  літератури і закінчуючи  благодійністю та бізнесом. Мета створення видання: пошук  мистецтва у всіх сфера життя та найяскравіших його проявів.

Найкраще цілі створення журналу описані у вірші головного редактора:

Життя заради мистецтва.

Ми впевнено йдем в майбуття

І час наш теперішнім зветься.

Збудуємо сотні мостів

Між душ, що таланти єднають.

Відкриємо сотні світів,

Що наші страхи так ховають.

Єднання в ідеї — це дух,

Що вічно сіятиме сонцем.

Колись самотній лиш слух

Вже стукає в кожне віконце.

Мистецтво заради життя.

Життя за покликом серця.

Малюємо грані буття

Олександра Куліш «Мистецькі грані», 20 червня 2012, Рівне

## Тематика
Журнал формується у двох форматах: друкованому та вебвидання.

Розповісти про цікаву подію, яка вже відбувалася або тільки планується, може кожен охочий на сайті журналу у розділах «Події [Архівовано 8 лютого 2015 у Wayback Machine.]» та «Афіша [Архівовано 8 лютого 2015 у Wayback Machine.]», надіславши зображення та текст на електронну скриньку журналу.

Провести он-лайн інтерв'ю теж може кожен охочий на сайті журналу, перед тим надіславши заявку на електронну скриньку видання.

Рубрики «Крок назад [Архівовано 8 лютого 2015 у Wayback Machine.]» та «Скарби родоцвітові [Архівовано 8 лютого 2015 у Wayback Machine.]» поповнюються матеріалами як у вебверсії журналу, так і в друкованій. вони містять статті з історії та про традиції та звичаї. Автор рубрики «Крок назад [Архівовано 8 лютого 2015 у Wayback Machine.]» —  Андрій Климчук, «Скарби родоцвітові [Архівовано 8 лютого 2015 у Wayback Machine.]» — Оксана Радушинська.